# クレマン・ジャヌカン
クレマン・ジャヌカン（Clément Janequin, 1485年頃 – 1558年）は、フランス・ルネサンス音楽の作曲家。
聖職者ではあったものの晩年まで不遇であった。むしろフランス宮廷の、もっぱら世俗歌謡の作曲家として有名である。どうやら音楽家として確たる地位を得たことはなく、生涯の終わりになってパリの宮廷に召し抱えられたが、与えられた地位に就任するいとまはほとんど（あるいはまったく）なかったようである。
ジャヌカンはシャンソンの専門家であり、このジャンルを創り出した作曲家のひとりと見なされている。ジャヌカン作品は、言葉というより擬音語や擬態語を取り入れているがゆえに特筆に値する。例えば、無意味な言葉の羅列が鳥のさえずりを形作っているのだが、これは今日いうところの「オノマトペー」にほかならない。

## 主な作品
ジャヌカンのオノマトペーを用いたシャンソンのうち、代表的なものは『鳥の歌 Le Chant des Oiseaux 』、『狩 La Chasse』、『戦争 La Guerre : La bataille de Marignan』がある。
- 『鳥の歌』は、ロンドー詩形による言葉と鳥の声の混成体で成っており、個別の鳥の声はフランス宮廷の（通常は不愉快な）個々人の特徴と同一視されている。
- 『狩』はイヌを使った鹿狩りの描写であり、獲物が追い詰められると、狩の角笛が高らかに鳴り渡って結びとなる。
- 『戦争』はイタリア戦争の描写であり、フランソワ1世の指揮のもとにフランス軍が攻め入り、敵軍を敗走させるまでを描き出したものである。

単純な恋愛歌曲『みじめな心 Le Pouvre Cœur』や、当時の奔放な性生活を諷刺した『ある日奥方が眠りにつくと Ung jour que Madame』のような歌曲でさえ、オノマトペーが歌詞の途中に織り込まれたり、あるいは主旋律を伴奏するパートの囃し文句に利用されたりする例が認められ、それによって市井の庶民のたくましさやしたたかさ、猥雑なエネルギーが効果的に表出されている。
ジョスカンやビクトリアとは異なり、芸術家としても聖職者としても成功をおさめるには至らなかったが、その作品はフランス国外でも注目されており、ゴンベール編曲とされる『鳥の歌』は1547年にアントウェルペンで出版された。